# Abigael Marie Brandt
Abigael Marie Brandt (geborene von Stöcken; * um 1661; † Januar 1714) war die deutsche Oberhofmeisterin des dänischen Thronfolgers Christian (VI.).

## Leben und Familie
Abigael Marie von Stöcken war die Tochter von Heinrich von Stöcken und Anna Catharina von Felden. Sie heiratete am 30. Dezember 1678 den Oberzahlmeister Peter von Brandt († 1701), der von ihrem Vater gefördert wurde und nach dessen Tod 1681 die Ämter des Rentmeisters und des Generalkriegskommissars übernahm. Von ihren acht Kindern starb eine Tochter 1689 beim verheerenden Brand von Amalienborg, nur vier überlebten den Vater. Anna Margarethe (1685–1768), verheiratete von Schmettau, wurde Oberhofmeisterin des Kronprinzen Friedrich. Henrik von Brandt (1687–1733) wurde Seeoffizier und 1716 Schoutbynacht, Mathias von Brandt (1691–1761) Kriegskommissar und Carl von Brandt (1696–1738) Kabinettsekretär der Königin Sophie Magdalene. Ihr Enkel Enevold Graf Brandt wurde 1772 mit Graf Struensee hingerichtet. Mit seinem Bruder Christian starb 1805 die Familie im Mannesstamm aus.
Abigael Marie Brandt wurde 1701 Oberhofmeisterin des dänischen Kronprinzen Christian. Bis zur Volljährigkeit ihres Sohns Henrik verwaltete sie das Gut Pederstrup. Dort erinnert noch ein Türsturz aus Granit mit den Wappen und Initialen des Ehepaars und der Inschrift „Perstrop 1686“ an die Errichtung des ehemaligen Herrenhauses. Im Kirchspiel Vesterborg ließ sie ein Hospital einrichten. Abigael Marie Brandt starb im Januar 1714 und wurde am 30. Januar in der deutschen Kirche St. Petri in Kopenhagen begraben. Sie entstammte einer Rendsburger Ratsherrenfamilie. Ihr Großvater Hinrich von Stökken († 1643) war dort Zollverwalter.

## Belege
1. 1 2  Louis Bobé: Abigael Marie von Stöcken. Dänisch, reventlow.dk, abgerufen am 9. Juni 2024.
2. ↑  Brandt. Auszug der Stammtafel und Wappen; abgerufen am 9. Juni 2024.
3. ↑  birketarkiv.dk: Pederstrup Gods. Abgerufen am 9. Juni 2024.
4. ↑  Von Støcken. Falschschreibung; Auszug der Stammtafel und Wappen; abgerufen am 9. Juni 2024.

| Personendaten    | Personendaten                               |
| ---------------- | ------------------------------------------- |
| NAME             | Brandt, Abigael Marie                       |
| ALTERNATIVNAMEN  | Stöcken, Abigael Marie (Geburtsname)        |
| KURZBESCHREIBUNG | Oberhofmeisterin des dänischen Thronfolgers |
| GEBURTSDATUM     | um 1661                                     |
| STERBEDATUM      | Januar 1714                                 |